# Lipovac (miasto Kruševac)
Lipovac (cyr. Липовац) – wieś w Serbii, w okręgu rasińskim, w mieście Kruševac. W 2011 roku liczyła 385 mieszkańców.